# Bryce Robinson
Bryce Robinson, ameriški filmski in televizijski igralec, *16. december 1999, Albuquerque, Nova Mehika, Združene države Amerike.

## Zgodnje in zasebno življenje
Bryce Robinson se je rodil v Albuquerqueu, Nova Mehika, Združene države Amerike. Ima mlajšega brata Thomasa, ki se je tako kot on preizkusil tudi v igralskih vodah, najbolje pa ga poznamo kot Noaha iz ene izmed epizod televizijske serije Heroji.

## Kariera
S svojo igralsko kariero je Bryce Robinson začel v starosti šest let, leta 2006 z igranjem v raznih televizijskih serijah, med drugim tudi Monk, Talenti v belem, Brez sledu in MADtv.
Leta 2007 je dobil vlogo Connorja v televizijski seriji Domači kraj, v kateri je nastopil v štirih epizodah serije. Istega leta smo ga lahko opazili v televizijskih serijah Medium in Posebna enota. Naslednjega leta, torej leta 2008 je nastopil v Showtimeovi televizijski seriji Dexter, dobil pa je tudi svoji prvi dve filmski vlogi. Prva je bila v filmu Božič na kvadrat ob Reese Witherspoon in Vinceu Vaughnu, druga pa v filmu Marley in jaz ob Jennifer Aniston in Ownu Wilsonu, kjer je dobil vlogo njunega sina Patricka pri sedmih letih. Leta 2009 smo ga lahko videli v filmu The Danny McKay Project (ki ga je tudi post-produciral) in televizijski seriji FlashForward.
Pred kratkim smo ga lahko videli v vlogi JD-ja v televizijski seriji Zločinski um, v kinematografe pa je prišel njegov novi filmski projekt, film Valentinovo, kjer poleg Taylorja Lautnerja, Anne Hathaway, Bradleyja Cooperja, Jessice Biel, Taylor Swift, Ashtona Kutcherja, Emme Roberts, Jennifer Garner, Patricka Dempseyja in Jamieja Foxxa igra prvič zaljubljenega petošolca Edisona. Film je tudi post-produciral. V kinematografe pa bo letos prišel tudi film The Baster, v katerem ima Bryce Robinson vlogo devetletnega Sebastiana, starejšo verzijo originala, ki ga igra njegov mlajši brat, Thomas Robinson.

## Filmografija

### Filmi
- Božič na kvadrat (2008) kot otrok #11
- Marley in jaz (2008) kot Patrick Grogan (7 let)
- The Danny McKay Project (2009) kot Benny Ramsey (post-produkcija)
- Valentinovo (2010) kot Edison (post-produkcija)
- The Baster (2010) kot Sebastian (9 let) (post-produkcija; mlajšo verzijo igra njegov mlajši brat)

### Televizijske serije
| Leto | Naslov          | Vloga         | Program     | Opombe                                          |
| ---- | --------------- | ------------- | ----------- | ----------------------------------------------- |
| 2006 | Talenti v belem | Timothy Ward  | ABC         | Sezona 2 epizoda 23, »Blues for Sister Someone« |
| 2006 | Brez sledu      | Todd          | CBS         | Sezona 5 epizoda 1, »Stolen«                    |
| 2006 | Monk            | Sirota        | USA Network | Sezona 5 epizoda 9, »Mr. Monk Meets His Dad«    |
| 2006 | MADtv           | Fantek        | FOX         | Sezona 12 epizoda 9                             |
| 2007 | Medium          | Oliver Levitt | NBC         | Season 3 epizoda 10, »Very Merry Maggie«        |
| 2007 | Posebna enota   | Jake McNeal   | CBS         | Sezona 2 epizoda 16 (»Games of Chance«)         |
| 2007 | Domači kraj     | Connor        | ABC         | Sezona 2 (4 epizode)                            |
| 2008 | Dexter          | Otrok #1      | Showtime    | Sezona 3 epizoda 1, »Our Father«                |
| 2009 | FlashForward    | Dylan Simcoe  | ABC         | Sezona 1 epizoda 1 (»No More Good Days«)        |
| 2010 | Zločinski um    | JD            | CBS         | Sezona 5 epizoda 14 (»Parasite«)                |